# Michael H. Clemmesen
Michael Hesselholt Clemmesen (født 12. december 1944 i København) er en dansk historiker og pensioneret officer.
Clemmesen gik ind i Forsvaret i 1964, var på Hærens Officersskole 1965-68 og har været linjeofficer i Hærens kamptropper siden 1968, fra 1979 som generalstabsofficer, og blev pensioneret som brigadegeneral 2004. Han er tillige uddannet historiker fra Københavns Universitet i 1981.
Clemmesen arbejdede i de sidste ti år af sin tjeneste som udsendt med dansk og international forsvarsstøtte til Baltikum og deltog i opbyggelsen og stod senere for ledelsen af det baltiske forsvarsakademi. Siden 2005 har han været ansat i Forsvarsakademiets Center for Militærhistorie, hvor han har forsket i og nyskrevet dansk militærhistorie. Han var medlem af Forsvarskommissionen af 1988 og deltager ofte i den offentlige debat om Forsvaret. Marts 2010 udgav han bogen Den lange vej mod 9. april om dansk forsvarspolitik i mellemkrigstiden.
1999 blev han Kommandør af Dannebrog. Han bærer også Hæderstegnet for god tjeneste ved Hæren, Trestjerneordenen, Det lettiske forsvarsministeriums Anerkendelsens Hæderstegn, Det lettiske Hjemmeværns Fortjensttegn, Estiske Ørnekors, Storfyrst Gediminas' Orden og medalje fra United Nations Military Observer Group in India and Pakistan.

## Udgivelser
- Den lange vej mod 9. april. Historien om de fyrre år før den tyske invasion mod Norge og Danmark i 1940, Odense: Syddansk Universitetsforlag 2010. ISBN 978-87-7674-464-9
- Det lille land før den store krig. De danske farvande, stormagtsstrategier, efterretninger og forsvarsforberedelser omkring kriserne 1911‐13, Odense: Syddansk Universitetsforlag 2012. ISBN 978-87-7674-617-9